# Protogamasellopsis granulosus
Protogamasellopsis granulosus är en spindeldjursart som beskrevs av Wolfgang Karg 1994. Protogamasellopsis granulosus ingår i släktet Protogamasellopsis och familjen Rhodacaridae. Inga underarter finns listade i Catalogue of Life.